# Modest Georgijewitsch Haase-Rapoport
Modest Georgijewitsch Haase-Rapoport (russisch Модест Георгиевич Гаазе-Рапопорт; * 2. Juni 1919 in Petrograd; † 10. März 1996 in Moskau) war ein sowjetisch-russischer Kybernetiker.

## Leben
Haase-Rapoport, Sohn eines Berufssoldaten, absolvierte in Moskau die Artillerie-Akademie mit Abschluss 1941 als Militärgerät-Spezialist. Bald war er Spezialist für optische Geräte. Am Ende des Krieges wurde er an die Front geschickt, um die Qualität der deutschen optischen Geräte zu untersuchen und zu bewerten. Nach der Aspirantur an der Artillerie-Akademie bei Alexei Ljapunow 1945–1949 verteidigte er 1949 seine Dissertation über Rechenmaschinen und deren Einrichtung für militärische Zwecke mit Erfolg für die Promotion zum Kandidaten der technischen Wissenschaften.
Haase-Rapoport wurde nun wissenschaftlicher Mitarbeiter des Forschungsinstituts NII-5 der Artillerie-Akademie, das 1953 vom Verteidigungsministerium übernommen wurde und in dem Geräte für die Steuerung des Feuerns von Flugabwehrkanonen (PUASO) und andere Systeme entwickelt wurden. Er und dann auch Igor Poletajew arbeiteten in der kleinen von Anatoli Kitow und Alexei Ljapunow geleiteten Gruppe, die sich der Kybernetik widmete, obwohl sie als Pseudowissenschaft der Bourgeoisie diffamiert wurde. Im Frühjahr 1954 stellten Kitow, Haase-Rapoport und Poletajew auf einem Seminar im geheimen NII-5 das erste der drei ersten Referate in der UdSSR über die Kybernetik vor. Darauf wurden ein Fachartikel von Sergei Sobolew, Kitow und Ljapunow über die Grundzüge der Kybernetik und ein Fachartikel von Kitow über technische Kybernetik 1955 veröffentlicht, womit die Kybernetik nun als Wissenschaft anerkannt war.
In dieser Zeit absolvierte Haase-Rapoport ein Studium an der Lomonossow-Universität Moskau (MGU) in der Mechanik-Physik-Fakultät und nahm ständig an dem von Ljapunow geleiteten Kybernetik-Seminar teil. Auf Anregung Axel Bergs begannen Poletajew und Haase-Rapoport Lehrbücher zu verfassen. Haase-Rapoports Buch über Automaten und lebende Organismen mit Modellierung des Verhaltens lebender Organismen (1961) ist eins der ersten sowjetischen Kybernetik-Lehrbücher, das bis heute Interessenten findet. In den 1960er Jahren wandte er sich der Bionik zu. Er gab 1965, 1967 und 1973 Sammelbände zur Bionik heraus. Mit Dmitri Pospelow schrieb er ein Buch über Modelle der Verhaltensweisen von der Amöbe bis zum Roboter, das 1987 erschien (mit Neuauflagen 2004, 2011 und 2019).
Haase-Rapoport hatte 1966 das Militärinstitut NII-5 verlassen, um im Institut des Ministeriums für Funktechnikindustrie bei der Entwicklung von automatisierten Steuerungssystemen mitzuarbeiten. Seine Schwerpunkte waren Systemtheorie und Informationssysteme. Mit Pospelow und A. N. Awerkin gab er 1992 das Bedeutungswörterbuch der Künstlichen Intelligenz heraus.
In den letzten Jahren vor der Pensionierung arbeitete Haase-Rapoport im Institut für allgemeine und pädagogische Psychologie der Akademie der pädagogischen Wissenschaften.